# Emma Livry

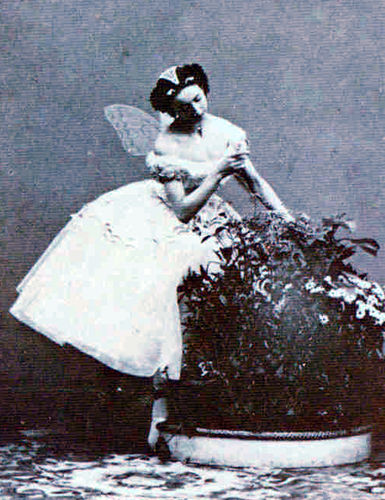
Emma Livry

Emma Livry (auch Emmy Livry; * 24. September 1842 in Paris; † 26. Juli 1863 in Neuilly-sur-Seine) war eine der bedeutendsten Ballerinen der Romantik, die auch durch ihren frühen tragischen Tod bekannt wurde.

## Leben
Bereits 1858 im Alter von 16 Jahren tanzte sie, angespornt durch Marie Taglioni, in Paris erfolgreich die Sylphide. Ebenso erfolgreich war ihr Auftritt in Félicien Davids Oper Herculanum (1859). 1860 choreografierte Marie Taglioni ihr einziges Ballett für Livry, Le Papillon, in dem Emma einen Schmetterling verkörperte. Scheinbar schwerelos „flog“ sie über die Bühne und zog das Publikum in ihren Bann.
Emma Livry wurde nur 20 Jahre alt. Bei einer Bühnenprobe zu einer Neuinszenierung der Oper La muette de Portici von Daniel-François-Esprit Auber in der Pariser Oper, bei der sie die stumme Hauptrolle Fenella verkörperte, zog sie sich am 15. November 1862 schwere Brandverletzungen zu. Ihr Kostüm fing Feuer, weil sie sich zu nah am Rampenlicht aufhielt. Sie starb infolge dieser Verletzungen am 26. Juli 1863.
Marie Taglioni widmete ihr später die in Frankreich berühmt gewordenen Worte „fais-moi oublier mais ne m’oublie jamais.“